# 丹铎神庙
丹铎神庙是埃及总督佩特戎尼烏斯于公元前15年左右兴建的一座罗马埃及神庙，是帝皇奥古斯都下令修建的众多神庙之一。目前存于纽约大都會藝術博物館131号展厅。

## 迁址
因阿斯旺水坝修建导致纳赛尔湖即将淹没许多重要遗迹，联合国教科文组织发起了系列迁址工作，其中神庙于1963年从原址丹铎被迁至阿斯旺南边80公里处。为感谢美国对迁址工作的贡献，埃及政府在1965年将丹铎神庙赠予由杰奎琳·肯尼迪代表的美国。运输过程将暂时分解的800多吨的石块，分661个集装箱由康考迪亚之星号（Concordia Star）运至美国，部分石块重超6.5吨。1967年4月27日，大都会艺术博物馆获授展览，后至1978年正式向公众开放。
获赠后，美国多家机构竞相争取神庙的落地机会，媒体昵称此过程为“Dendur Derby”。当时部分声音建议将神庙重建在华盛顿波托马克河或波士顿查尔斯河河畔，以作露天展览，但因神庙主体砂岩易受户外因素侵蚀未予采纳。大都会艺术博物馆凭借基于天气、环境、污染差异制定的清晰保护计划赢得神庙展览权。为保护建筑结构，凯文·洛奇和Roche-Dinkeloo等建筑师设计博物馆展厅并复刻了埃及当地高温干旱，强沙尘的极端环境。展厅在神庙前方设置水池示作尼罗河，后方放置斜墙作原址的悬崖，天花板玻璃和北边墙面经雕刻呈光散射从而模仿努比亚光照的效果。